# Аксёнов, Пётр Лукич
Пётр Лукич Аксёнов (1699 — 2-я пол. XVIII в.) — русский чиновник, камерир.

## Биография
Родился в 1699 году, умер при Екатерине II. Точная дата смерти неизвестна. Начал службу при Петре I. Он первый в 1719 году составил в Камер-коллегии (Учреждена в 1718 для заведования казенными сборами) ведомость прихода и расхода денежной казны в государстве, и подавал Государю каждую неделю ведомости о движении сумм, по донесениям, поступавшим в коллегию. Сверх того, Петр Лукич Аксёнов составил формы ведения отчетности по Камер-коллегии. Назначенный по Камер-коллегии комиссаром особой отчетной конторы, он обучил присланных для узнания порядка отчетности из всех мест канцелярских служителей. В 1725 году, Сенат определил Петра Лукича Аксёнова камериром, а в 1731 году секретарем. Затем его назначили в комиссию по учету адмирала Сиверса, по строению Кронштадта, в комиссию о счёте сумм по кадетскому корпусу за время управления им Миниха, Любераса и Теттау и наконец в комиссию для расследования действий адмирала графа Головина Ивана Михайловича. Сделавшись известным по счетной части, Петр Лукич Аксёнов определен в ревизион-коллегию, а из нея в полицеймейстерскую канцелярию. При Елизавете Петровне, асессор полицеймейстерской экспедиции (1754 год).